# Tal-Qadi Temple
Tal-Qadi Temple är en fornlämning i republiken Malta. Den ligger i kommunen St. Paul's Bay, i den centrala delen av landet. Tal-Qadi Temple ligger 13 meter över havet.
Terrängen runt Tal-Qadi Temple är huvudsakligen platt, men söderut är den kuperad. Närmaste större samhälle är San Pawl il-Baħar, 1,6 kilometer norr om Tal-Qadi Temple. 
Trakten runt Tal-Qadi Temple består till största delen av jordbruksmark.